# 増田真樹
増田 真樹（ますだ まさき、1971年（昭和46年）10月2日 ）は、日本のライター、ジャーナリスト、起業家。　
1990年から雑誌ライターとして活動。TechWaveに2010年1月にスタッフライターとして参加、同年末に副編集長、2013年1月15日に編集長就任。
ネットエイジ、関心空間などで新規事業立ち上げ担当。1999年、北米シリコンバレーでStep.comの立ち上げに参加。